# Bundesstraße 158
Pour les articles homonymes, voir Route 158.
La Bundesstraße 158 (abrégé en B 158) est une Bundesstraße reliant Berlin à Angermünde.

## Localités traversées
- Berlin
- Blumberg (de)
- Werneuchen
- Tiefensee (de)
- Bad Freienwalde
- Oderberg
- Angermünde